# Vocabulário do esperanto

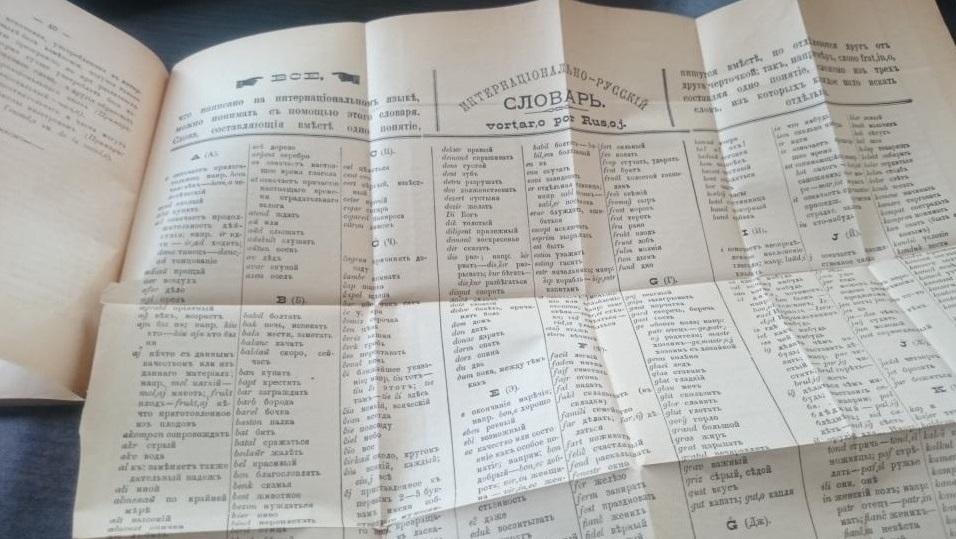
Primeiro dicionário de esperanto para o russo, de 1887.

O vocabulário é a base léxica de uma língua ou dialeto.  O vocabulário consiste de palavras primitivas, derivadas, compostas, lexias complexas e frases feitas. Também se incluem no vocabulário, nomes próprios, termos técnicos e poéticos.
Em Esperanto, as palavras primitivas (vortradikoj) são classificadas em quatro categorias:
- Palavras fundamentais – cujas raizes aparecem no Fundamento de Esperanto, aprovado em 1905 durante o primeiro Congresso Universal de Esperanto (2640 radicais, terminações e afixos).
- Palavras oficializadas – aquelas aprovadas pela Akademio de Esperanto através dos apêndices ao Fundamento.
- Não oficiais – aquelas cujas raizes, aparecem em diversos autores, livros, revistas, etc. mas que ainda são consideradas neologismos.
- fakaj (especializadas) – aquelas cujos radicais são introduzidos por necessidade das diversas ciências, técnicas, artes, esportes, etc. Geralmente são raizes internacionais como "butano", "metano", "eletrono", etc.